# Augochlora neottis
Augochlora neottis är en biart som först beskrevs av Joseph Vachal 1911.  Augochlora neottis ingår i släktet Augochlora och familjen vägbin. Inga underarter finns listade.